# Бел (Лепотица и Звер)
Бел или Бела (енгл. Belle) је измишљени и главни лик Дизнијевог 30. дугометражног филма „Лепотица и звер” из 1991. године. Глас јој је позајмила америчка глумица и певачица Пејџ О'Хара. Бел је необична ћерка проналазача која жуди да напусти свој досадни сеоски живот у замену за авантуру. Кад је њеног оца Мориса затворила хладнокрвна звер, Бел му нуди своју слободу у замену за очеву, и на крају заволи Звер, упркос његовом ружном изгледу.
Председавајући Дизни студија, Џефри Каценберг наручио је Лепотицу и звер као анимирани мјузикл са снажном јунакињом и ангажовао је дебитантску сценаристкињу Линду Вулвертон да га напише. Базирајући је на јунакињи популарне бајке „Лепотица и звер“, Вулвертонова је развила Бел у јачи и мање пасиван лик филма. Инспирисана покретом за женска права, Вулвертонова је желела да Бел буде јединствена Дизнијева јунакиња другачија од популарне Аријел из Мале сирене и тако је намерно замишљала лик као феминисткињу у настојању да избегне критике које је Дизни дуго добијао због приказивања женских ликова као жртава.
Белину снагу и љубав према читању је инспирисала америчка глумица Кетрин Хепберн у улози Џо Марџ у филму Мале жене из 1933, док су писци створили јунакињу која тражи авантуру са циљевима и тежњама ван љубави. Међутим, уметници и аниматори приче често су оспоравали Вулвертонину либералну визију лика. Анимирана од стране Џејмса Бакстера и Марка Хена који је грациозни ход лика засновао на ходу балерина импресионисте Едгара Дегаа, Белине европске црте лица биле су инспирисане британским глумицама Вивијен Ли и Одри Хепберн. Неколико додатних холивудских глумица инспирисало је Белин изглед, укључујући Натали Вуд, Елизабет Тејлор и Грејс Кели.
Бел је стекла бројна признања од филмских критичара који су ценили храброст, интелигенцију и независност лика. Пријем према њеном феминизму, међутим, био је мешовитији, а коментатори су оптуживали да су поступци лика били усмерена на љубав. Бел, пета Дизни принцеза, често је сврстана међу најбоље ликове те франшизе. Опште сматрана као један од најјачих Дизнијевих примера феминистичког лика, критичари се слажу да је Бел помогла предвођењу генерације независних филмских јунакиња, истовремено мењајући репутацију Дизнијевих принцеза. Бел, један од најпопуларнијих Дизни ликова, једина је анимирана јунакиња номинована за листу највећих филмских јунака Америчког филмског института. Лик се такође појављује у неколико наставака и спин-офова, као и у сопственој играној телевизијској серији. Америчка глумица Сузан Иган првобитно је тумачила Бел у бродвејској адаптацији филма, за коју је номинована за награду Тони за најбољу глумицу у мјузиклу. Ема Вотсон је играла Бел у играној адаптацији оригиналног филма из 2017. године.
Оригинални цртани филм није синхронизован на српски језик, али играни јесте и у њему су глас Бел позајмиле Мина Совтић (говор) и Лејла Хот (песме). Мина Совтић је поновила улогу у филму Ралф растура интернет, а у цртаној серији Софија Прва глас Бел је позајмила Марија Вељковић Миловановић.